# Seleção Sul-Africana de Rugby League
A Seleção Sul-Africana de Rugby League é a equipe que representa a África do Sul no rugby league mundial. Seus jogadores são apelidados como Rhinos.
No país, o league é um código de rugby menos popular que o rugby union, como na maior parte do mundo: apenas na Austrália, na Papua-Nova Guiné e no norte da Inglaterra ele é o código preferido em relação ao union; A seleção sul-africana, mesmo assim, ensaiou participar da Copa do Mundo de Rugby League na década de 1960, mas sua inclusão no torneio fracassou. Só viria a estrear nele na edição de 1995.